# سيرجي دومينغيز
سيرجي دومينغيز فيلوريا (مواليد 1 أبريل 2005) هو لاعب كرة قدم إسباني يلعب كقلب دفاع لصالح برشلونة أتلتيك.

## المسيرة الكروية
وُلد دومينغيز في برشلونة في مقاطعة كتالونيا وانضم إلى لا ماسيا قادمًا من سانت غابرييل.
بعد تقديمه موسمًا مميزًا مع فريق Juvenil A تحت قيادة أوسكار لوبيز وخافيير سافيولا تم استدعاؤه للتدرب مع الفريق الأول لـبرشلونة بقيادة المدرب تشافي هيرنانديز.
بعد تعافيه من الإصابة خلال موسم 2022–23، خاض دومينغيز أول مباراة له مع برشلونة أتلتيك في 12 فبراير 2023، خلال تعادل فريقه 1-1 مع نادي أموريبايتا.